# Mühle Haus Baerlo

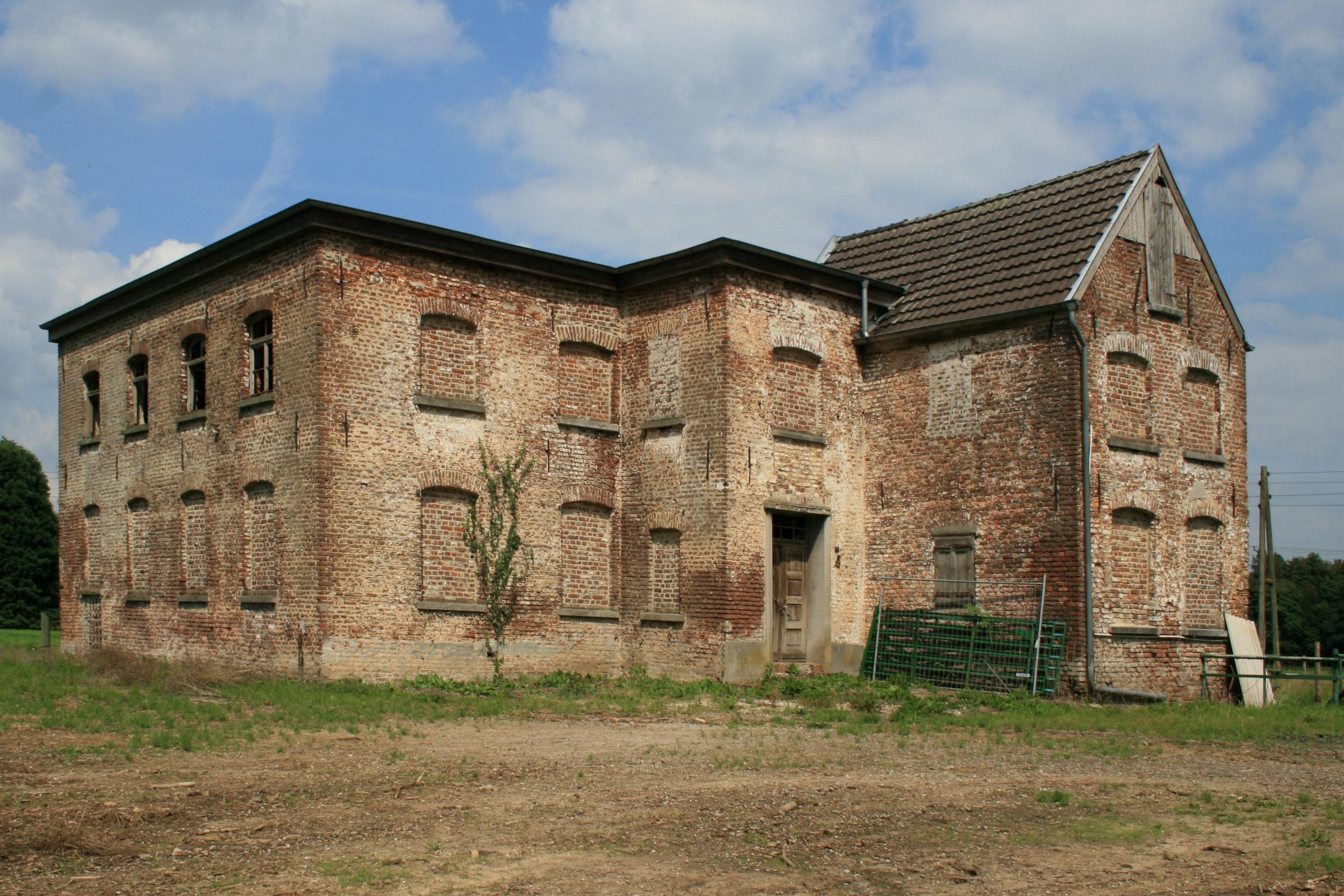
Rittergut Baerlo

Die Mühle Haus Baerlo war eine am Schlossgraben gelegene Wassermühle in Nettetal-Baerlo mit einem unterschlächtigen Wasserrad.

## Geographie
Die Mühle Haus Baerlo stand am Schlossgraben, einem nicht mehr vorhandenen Zufluss der Nette, und hatte ihren Standort in Baerlo 12 einem Ortsteil der Stadt Nettetal. Das Gelände, auf dem das Gebäude stand, hat eine Höhe von ca. 42 m über NN.

## Gewässer
Der Schlossgraben umgab einst das Rittergut Baerlo. Seine Quellen bildeten einen kleinen Bach, der in die Nette mündete. Die Pflege und Unterhaltung der Nette obliegt dem Netteverband.

## Geschichte
Für den Eigenbedarf besaß auch das Rittergut Haus Baerlo eine kleine Gutsmühle. Schon 1326 ist sie anlässlich einer Belehnung genannt. Um 1690 verlegte sie der Eigentümer an eine günstigere Stelle, an der sich eine Quelle befand. Um 1800 war die Mühle von der Bildfläche verschwunden.